# Marek Kempski
Marek Krzysztof Kempski (ur. 13 marca 1960 w Gliwicach) – polski polityk i działacz związkowy, były wojewoda katowicki i śląski.

## Życiorys
Ukończył Pomaturalne Studium Górnicze w Zabrzu, następnie do 1990 pracował w Kopalni Węgla Kamiennego „Sośnica” w Gliwicach. W 1980 wstąpił do NSZZ „Solidarność”. W latach 1990–1993 pełnił w związku funkcję wiceprzewodniczącego zarządu Regionu Śląsko-Dąbrowskiego, następnie do 1997 był jego przewodniczącym.
W rządzie Jerzego Buzka z ramienia Akcji Wyborczej Solidarność zajmował stanowiska wojewody katowickiego (od 12 grudnia 1997 do 31 grudnia 1998) i następnie wojewody śląskiego (od 1 stycznia 1999). We wrześniu 1999 na jego wniosek zorganizowano w województwie kampanię antykorupcyjną. Podał się do dymisji w grudniu 2000 po opublikowaniu przez dziennik „Rzeczpospolita” artykułu donoszącego o korupcji w Śląskim Urzędzie Wojewódzkim.
Później wycofał się z bieżącej polityki, obejmował stanowiska w spółkach prawa handlowego. Prowadzi własną działalność gospodarczą, publikuje felietony w prasie lokalnej.
W 2012 prezydent Bronisław Komorowski odznaczył go Krzyżem Kawalerskim Orderu Odrodzenia Polski, a w 2015 został przez prezydenta Andrzeja Dudę odznaczony Krzyżem Wolności i Solidarności.